# 초등세상
초등세상은 2000년부터 2016년까지 쥬니어네이버에서 운영하던 사이트이다. 초등세상에는 와이즈캠프, 재미나라(깨비키즈에서 이관), 지니스쿨, 에듀몬 등이 가능하다. 초등세상의 모든 서비스는 2016년 11월부터 종료되었다.

## 브랜드
- 와이즈캠프
- 재미나라(깨비키즈 서비스 이관.)
- 지니스쿨
- 에듀몬
- 해법스터디(2016년부터 서비스 종료. 밀크티에 서비스 이관.)